# 福珍妮
福珍妮（英語：Jane Elizabeth Faulding Taylor，1843年10月6日—1904年7月31日）是一位英国传教士，受中国内地会差遣，前往中国传教。她开创了中国单身女传教士的工作，最终在差会的创始人戴德生第一任妻子玛丽亚（Maria Jane Dyer）去世后，嫁给了戴德生。作为戴德生的妻子，她在戴德生出国时，承担了传教机构的许多角色。她鼓励已婚和未婚妇女参加中国内地会以前只留给男性传教士的工作。

## 早年在伦敦
福珍妮出生于1843年10月6日，是伦敦一位钢琴制造师的女儿，父亲威廉·约瑟夫·福丁，母亲哈里特。1865年和她的朋友巴爱梅（Emily Blatchley）一同毕业于母国和殖民地训练学院（Home and Colonial Training College）。1885年，她每周参加在伦敦东区戴德生家中举行的祷告聚会。她受到戴德生夫妇和他们的书《中国属灵需要的呼声》（China's Spiritual Need and Claims）的影响，书里说到迫切需要将福音信息带给中国人，让他们在“没有上帝，在世界上没有希望”中死去之前听到。

## 最年轻的传教士
当戴德生在招募传教士，和他们一起回到中国时，福珍妮和另外15位没有经验的应召者自愿加入。他们组成了前往中国最大的传教队伍兰茂密尔团队，在1866年5月26日出发。，她很快证明了自己是有用的。

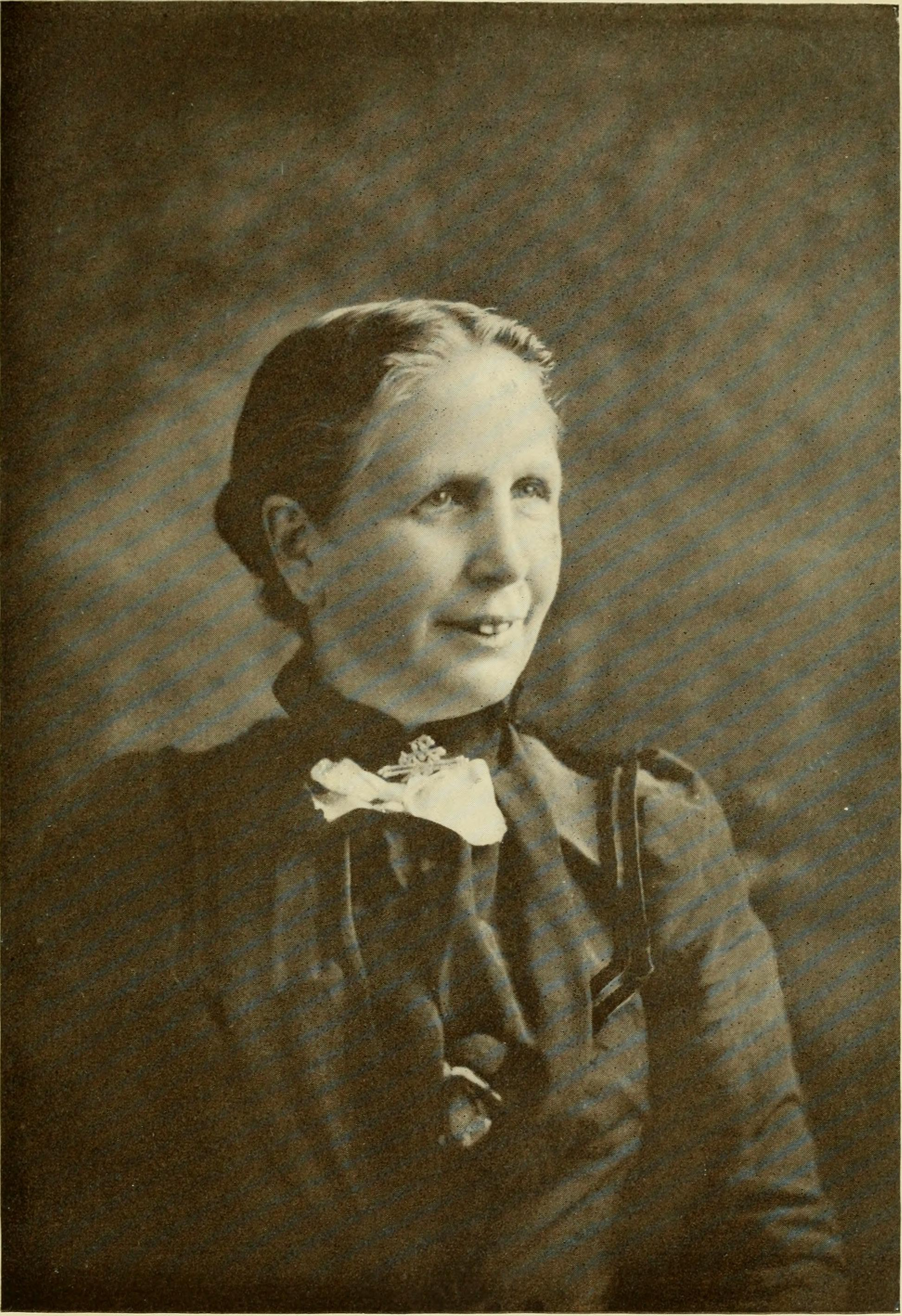
福珍妮

## 开创妇女工作
在旅途中，他们经历了两次台风，还有一次几乎沉船。他们穿上中国衣服，冒险沿京杭大运河，寻找可以定居下来传教的地方。在中国的其他西方人看见像福珍妮这样的年轻单身女性穿着中国服装，认为是对偶像崇拜文化的妥协。但是，戴德生毫不畏惧地鼓励他的传教士“为了拯救一些人，要接受一切不是罪恶的东西”。
在杭州，福珍妮证明了未婚女性的价值，因为她每天在附近散步，让她有机会被中国女性邀请，她不像外国男人那样让人感到威胁。
在中国生活了五年之后，她应父母的要求得到了一次休假。戴德生在1871年陪着她回家。在回英国的路上，丧偶的戴德生向她求婚。她以父母的同意为条件接受了。同年11月，他们结婚了。她成为戴德生四个孩子的继母，并接替玛丽亚成了“差会之母”。夫妇俩又生了 两个孩子，并收养了一位传教士的孤女。
1877-1878年，华北发生可怕的丁戊奇荒，促使福珍妮与两个单身女传教士前往山西省，参加救援队，赈济灾民–当时，男人们都无法陪同她们前往。她在太原办了一家孤儿院，向那里的饥民分发援助物资。
福珍妮和她丈夫一起，工作到她生命的尽头。他们多次周游世界，到处招募传教士，并访问中国各地的传教站。1904年，她因乳腺癌，在瑞士的莱斯切瓦利斯（Les Chevalleyres）去世。戴德生在她生命的尽头，一直和她在一起。

## 年表
从出生到1866年第一次来华
- 1843年10月6日，出生于英格兰
- 1866年5月26日，加入兰茂密尔团队，跟随戴德生，从英国伦敦东印度码头出发，途径好望角，航行前往中国
- 1866年9月29日，兰茂密尔团队抵达中国上海
- 1866年12月，兰茂密尔团队驻扎在浙江杭州新巷一号

休假和婚姻
- 1871年8月5日，随戴德生从上海乘坐伏尔加号，前往广州度假
- 1871年8月5日后，从广州经西贡、锡兰、亚丁、苏伊士前往马赛
- 1871年9月25 日，从法国马赛经巴黎抵达英国伦敦
- 1871年11月28日， 在英国伦敦摄政公园礼拜堂与戴德生结婚
- 1872年1月15日，搬到伦敦伊斯灵顿区皮尔兰路6号

回到中国
- 1872年10月9日，法国马赛，随戴德生乘坐Tigre 号货轮前往中国
- 1872年11月28日，抵达中国上海
- 1873年4月13日、14日，龙凤胎小泰勒出生，中国南京

在英国
- 1874 年8月30日，随戴德生回英国休假
- 1874年10月15日，抵达英国
- 1875年1月7日，戴存新（Ernest Hamilton Taylor）生于伦敦伊斯灵顿区皮尔兰路2号
- 1876年4月7日，艾米·泰勒生于伦敦伊斯灵顿
- 1877年12月25日之前，收养玛丽·简·鲍耶·邓肯，英国

在中国传教
- 1878年5月2日，独自前往中国山西赈灾
- 1879年5月8日，抵达山东烟台，与戴德生团圆
- 1880年10月13日，前往英国
- 1890年12月21日，与戴德生在上海团圆
- 1892年3月，随戴德生抵达加拿大温哥华
- 1892年5月10日，经加拿大去英国
- 1892年7月26日，抵达英国
- 1894年2月14日，与戴德生从英国利物浦前往中国
- 1894年2月24日，抵达纽约
- 1894年4月17日，和戴德生抵达上海
- 1894年7月后迁往英国
- 1896年2月，与戴德生从中国前往印度
- 1896年4月，和戴德生返回中国
- 1896年5月2日，随戴德生前往意大利
- 1896年6月，抵达意大利布林迪西，访问德国
- 1896年6月17日，抵达英国
- 1897年7月，随戴德生访问瑞士
- 1897年11月24日，随戴德生前往美国
- 1897年12月18日，抵达美国
- 1898年1月15日，抵达上海
- 1899年1月16日，随戴德生在四川重庆开会
- 1899年9月25日，随戴德生前往澳大利亚
- 1900年1月5日，随戴德生从澳大利亚前往新西兰
- 1900年3月20日，和戴德生从新西兰前往美国
- 1900年4月5日，抵达美国旧金山
- 1900年6月9日，从美国前往英国
- 1900年6月19日，抵达英国

五年
- 1900年6月19日后，随戴德生前往瑞士达沃斯
- 1904年7月31日，在瑞士莱斯切瓦利斯去世，年60岁，安葬于瑞士沃韦附近的La Chiesaz 教堂墓地